# حادثة سايبان
حادثة سايبان (بالإنجليزية: Saipan incident) هي شجارًا علنيًا في مايو 2002 بين قائد منتخب جمهورية أيرلندا لكرة القدم روي كين والمدير الفني ميك مكارثي عندما كان الفريق يستعد في سايبان لمبارياته في اليابان في كأس العالم 2002. وقد أسفرت الحادثة عن طرد كين، وهو لاعب رئيسي، من الفريق. وقد أدت الحادثة إلى انقسام الرأي العام في أيرلندا حول من هو المسؤول عن ذلك.

## الخلفية

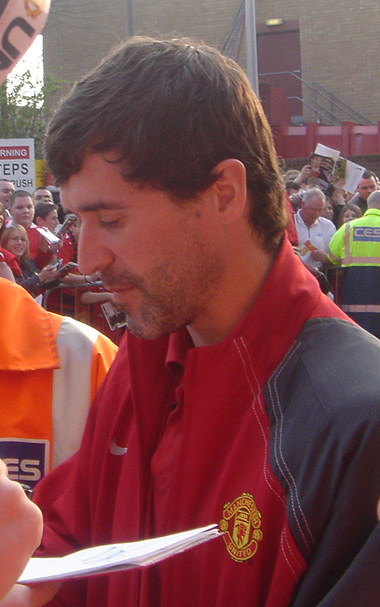
روي كين يوقع على التذكارات في عام 2005.

كان كين قائدًا للمنتخب الأيرلندي الوطني؛ ومنذ ظهوره الأول مع الفريق الأول تحت قيادة جاك تشارلتون وقائد الفريق آنذاك مكارثي، كان كين يشعر بوجود مشاكل في استعدادات الفريق الأيرلندي. واعتبر استعدادات اتحاد أيرلندا لكرة القدم غير احترافية وتحدى كلًا من تشارلتون ومكارثي في عدد من الحوادث البارزة.
من بين مشاكل كين مع الإدارة الأيرلندية كانت ظروف المعسكر، وترتيبات السفر (التي جعلت اللاعبين يجلسون في مقاعد درجة الأعمال على متن الرحلات الجوية، بينما جلس مسؤولو الاتحاد الأيرلندي لكرة القدم في الدرجة الأولى)، والاستراتيجية، والتوقعات، والنظام الغذائي، وكفاءة مكارثي. في سيرته الذاتية، قال كين أنه قبل مباراة تصفيات كأس العالم خارج أرضه ضد هولندا، كان اللاعبون الأيرلنديون يأكلون شطائر الجبن لأن وجبة المعكرونة الأكثر ملاءمة قبل المباراة لم تكن متاحة.
تم اختيار جزيرة سايبان من قبل وفد الاتحاد الأيرلندي لكرة القدم كقاعدة أولية. من وجهة نظر الإدارة، كان الوقت يعتبر فترة راحة واستجمام نسبية، في نهاية موسم طويل للنادي، ومقدمة للانتقال إلى اليابان للتحضير للبطولة. من ناحية أخرى، كان كين، الذي يُقال إنه أخبر أليكس فيرغسون أنه ذاهب إلى كأس العالم «للفوز بها»، ينظر إليها على أنها فترة تحضير لنهائيات كأس العالم. لذلك أصبح غير راضٍ عندما لم تتطابق المرافق والتحضيرات العامة مع توقعاته. في 22 مايو، قرر كين العودة إلى وطنه ولكنه غير رأيه لاحقًا وظل في مكانه.

## الأحداث
أصبح راديو وتلفزيون أيرلندا على علم بالخلاف المتنامي، كما فعلت العديد من الصحف الأيرلندية. وبسبب موقعها المعزول، كانت هناك قصص معينة متداولة حول الحوادث، وكانت جميعها تنتقد كين. كانت صحيفة ديلي ستار منتقدة شديدة لكين لعدة أشهر في الفترة التي سبقت المسابقة. وشمل ذلك تقديم ادعاءات مستمرة حول التزام كين بالفريق الأيرلندي.
وافق كين في الأصل على إجراء مقابلة مع الصحفي الرياضي بول كيماج من صحيفة صنداي إندبندنت. ثم وافق كيماج على السماح لتوم همفريز من صحيفة آيريش تايمز بالانضمام إلى المقابلة، لكنه جعله يعد بعدم نشر المقال حتى بعد عمود كيماج يوم الأحد. تراجع همفريز عن الصفقة، وسرق سبقًا صحفيًا كبيرًا لصحيفة آيريش تايمز. في المقال، سرد همفريز الأحداث والمخاوف التي دفعت كين إلى اتخاذ قرار مغادرة الفريق. تضمنت هذه المقالة تفاصيل وإشارات إلى استعدادات الاتحاد الأيرلندي لكرة القدم للمنتخب الأيرلندي. وهذا يعني ضمناً أن الحدث تم تنظيمه كحفلة موسيقية لمسؤولي الاتحاد الأيرلندي لكرة القدم. وقد اعتُبر المقال إهانة مباشرة لسلطة المدير الفني الأيرلندي وكفاءة الاتحاد الأيرلندي لكرة القدم.
لقد زادت مقالة صحيفة آيريش تايمز من حدة التوترات بشكل كبير. قرر مكارثي استجواب كين بشأن المقال. في اجتماع الفريق، رفع مكارثي نسخة من المقال وسأل «ما كل هذا؟»، وبدأ الجدال. ثم اتهم مكارثي كين بالتظاهر بالإصابة عندما كانت أيرلندا تلعب ضد إيران في مباراة الإياب من الملحق. ثم أطلق كين هجومًا لفظيًا لاذعًا ضد مكارثي: «ميك، أنت كاذب ... أنت أحمق. لم أقم بتقييمك كلاعب، ولا أقيمك مدير فني، ولا أقيمك كشخص. أنت أحمق ويمكنك وضع كأس العالم في مؤخرتك. السبب الوحيد الذي يجعلني أتعامل معك هو أنك بطريقة ما المدير الفني لمنتخب بلدي! يمكنك وضعها في مؤخرتك.» ثم عقد ميك مكارثي مؤتمرا صحفيا أعلن فيه أنه أرسل كين إلى منزله.
لاحظ نيل كوين في سيرته الذاتية أن «خطاب روي كين الذي استغرق عشر دقائق [ضد ميك مكارثي] ... كان حاسمًا وعنيفًا ومدمرًا للشخص الذي استمع إليه، وفي النهاية تسبب في جدل كبير في المجتمع الأيرلندي». لكنه في الوقت نفسه انتقد موقف كين، قائلاً: «[كين] تركنا في سايبان، وليس العكس. وقد عاقب نفسه أكثر من أي منا بعدم العودة».
لم يعرب أي من زملائه في الفريق عن دعمهم لكين أثناء الاجتماع، على الرغم من أن بعضهم أعربوا لاحقًا عن دعمهم له بشكل خاص. ذكر كين في سيرته الذاتية أن غاري برين وديفيد كونولي زارا غرفته. بدا أن اللاعبين الكبار ستيف ستاونتون ونيال كوين انحازوا إلى جانب مكارثي والاتحاد الأيرلندي في الجدال الذي تلا ذلك. كان ستاونتون الأكثر ولاءً لخط الاتحاد الأيرلندي في الجدال. تم منحه لاحقًا شارة القيادة في غياب كين.

### العواقب
وعلى الرغم من جهود وسائل الإعلام ورئيس الوزراء الأيرلندي بيرتي أهرن، فشل كين وماكارثي في حل النزاع وغاب كين عن كأس العالم. أجرى كين مقابلة بشأن الجدل مع راديو وتلفزيون أيرلندا وعندما سُئل عما إذا كان من الممكن العودة لم ينكر أنه قد يفعل ذلك. هُزم فريق كرة القدم الأيرلندي بركلات الترجيح أمام إسبانيا في الجولة الثانية.
كلف الاتحاد الأيرلندي لكرة القدم شركة استشارية خارجية تدعى جينيسيس بإعداد تقرير حول استعداداته لكأس العالم. وقد اتفق تقرير جينيسيس مع العديد من انتقادات كين، حيث وجد أن هيكل الاتحاد الأيرلندي لكرة القدم لم يكن مناسبًا للتخطيط الجيد وقدم مجموعة من التوصيات. لم يتم نشر التقرير الكامل لأسباب قانونية.[بحاجة لشرح] استقال بريندان مينتون من منصب الأمين العام للاتحاد الأيرلندي لكرة القدم في هذا الوقت، وربطت وسائل الإعلام بين الحدثين، على الرغم من أن مينتون نفى ذلك.

## الإرث
صرح روي كين أنه لن يلعب مرة أخرى لأيرلندا تحت قيادة مكارثي، وفي سيرته الذاتية قال إن مدرب منتخبه الوطني السابق يمكن أن «يتعفن في الجحيم». استمر مكارثي كمدير فني للمنتخب الوطني ولعبت أيرلندا بعد ذلك مع روسيا في مباراة تصفيات بطولة أمم أوروبا. خسرت أيرلندا أمام الفريق روسي ضعيف الموارد بنتيجة 4–2، والذي لعب بشكل سيئ في كأس العالم. خسرت أيرلندا المباراة بنتيجة 2–1 على ملعب لانسداون رود. في مواجهة التمرد في المدرجات، وانخفاض الدعم للمنتخب الوطني، وبالتالي انخفاض عائدات الحضور، قرر الاتحاد الأيرلندي لكرة القدم أن يطلب من مكارثي الاستقالة.
أدى تعيين بريان كير كمدير فني للمنتخب في عام 2003 إلى عودة كين إلى كرة القدم الدولية في 27 مايو 2004، في مباراة ودية ضد رومانيا في لانسداون رود. لعب مباراته الدولية الأخيرة في العام التالي، بعد أن لعب 67 مباراة مع الأمة منذ عام 1991. اعتزل اللعب على مستوى النادي في عام 2006. فشلت أيرلندا في التأهل لأي بطولة كبرى حتى عام 2011، عندما تأهلت بعد الفوز على إستونيا لبطولة أمم أوروبا 2012.
بحلول نوفمبر 2006، بدا أن كين قد تصالح مع مكارثي عندما قام الرجلان بتسوية خلافاتهما عبر مكالمة هاتفية قبل مباراة بين وولفرهامبتون واندررز وسندرلاند. حظيت المصافحة بين الرجلين باهتمام إعلامي كبير. في أبريل 2007، التقى المدربان مرة أخرى في مباراة أخرى، وأشاد كين بمكارثي على عمله في سندرلاند قبل فترة كين هناك. في ديسمبر 2013، اعترف كين، متحدثًا في فيلم وثائقي على قناة آي تي في 4، بأسفه لعدم التأهل لكأس العالم 2002 وقال إنه كان يجب أن يضع مشاكله الشخصية مع مكارثي جانبًا من أجل البلاد، قائلاً «لللعب في كأس العالم. كان من الجيد أن ألعب، لقد شعر الكثير من الناس بخيبة أمل، وخاصة عائلتي.»

### في الثقافة الشعبية
كانت الحادثة مثيرة للانقسام لدرجة أنها أُطلق عليها «حرب أهلية» في أيرلندا. كتبت صحيفة آيريش تايمز لاحقًا أن «[معظم] الناس لديهم ... قصة انقسام بين العائلات، وبين الأصدقاء، وبين زملاء العمل». في عام 2005، افتُتحت مسرحية كوميدية موسيقية ساخرة للحادثة ولاعبيها الرئيسيين، أنا كيانو، في دبلن. المسرحية، التي كتبها آرثر ماثيوز وميخائيل نوغينت وبول وودفول، صورت الحادثة على أنها ميلودراما ساخرة عن فيلق روماني يستعد للحرب. حضر كين عرضًا للعرض، والذي استمر في دبلن حتى مايو 2008.
في صدى للحادثة، غادر ثلاثة من أعضاء فريق التمثيل الرئيسيين، بما في ذلك ماريو روزنستوك، الذي جسد شخصية «كيانو» (نسخة المسرحية من روي كين)، العرض في وقت مبكر من عرضه الأول، مما أدى إلى ظهور مقالات إعلامية حول الحياة التي تحاكي الفن الذي يحاكي الحياة.
في يوليو 2024، أُعلن أنه تم اختيار الممثلين لفيلم قادم مبني على الحادث، سايبان، حيث من المقرر أن يلعب إينا هاردويك دور روي كين وستيف كوجان دور ميك مكارثي.

## وصلات خارجية
- مقال وتحليل للحادثة (بالإنجليزية)